# Rock cristiano católico
Rock católico surgido del rock cristiano de los protestantes. Nace principalmente en Canadá ante la respuesta al gospel estadounidense. A menudo se los adiciona con las otras bandas de rock cristiano protestante. Se debe de recordar que este género no tiene una génesis bien definida.

## Historia
Nace inicialmente en el rock cristiano de las iglesias Protestantes Evangélicas de los Estados Unidos, ya que éste es un género que en su variante protestante reúne a muchos jóvenes, a diferencia de la Iglesia católica en donde es raro ver bandas musicales juveniles profesando las creencias católicas, como en otros géneros propios de la música gospel con los que cuenta la Iglesia católica como: el vallenato, la salsa y el merengue.

## Bandas
Es un género con poca difusión, a pesar de ya existir desde aproximadamente la década de 1990. Es similar al rock de las iglesias protestantes y al comercial, pero con letras a Cristo y a María y elementos de la doctrina católica. 
Sin embargo, en la actualidad ha incrementado el interés de parte de los jóvenes y de algunos consagrados (sacerdotes y religiosos) de hacer rock y metal para Dios, pero es poco el apoyo. También se ha propuesto de parte del metal católico el término del subgénero catalogado "Christian Death Metal" al de "Life Metal", la banda venezolana "Incruento" lo ha promovido en su álbum debut "Descendió a los infiernos", puesto que "es inaceptable escuchar metal extremo cristiano donde su contenido es de "vida" (Life) aun bajo el nombre de "muerte" (Death), el género es Death Metal, pero al agregar palabras de vida, de amor y de esperanza en el nombre de Jesús, pasa a ser Life Metal".
- Fratello Metallo (Heavy Metal) Italia
- Ekklisia Gt (Rock católico, Post-Grunge, White Metal) Palencia, Guatemala.
- Angelus Rock Rock sacro (sinfónico-gótico-progresivo-hard-metal) entre los precursores del rock cristiano católico en Bolivia.
- Critical Mass Hard Rock. Canadá.
- Eterna Progressive Power/Speed Metal. Brasil.
- Illuminandi Symphonic/Folk Metal. Polonia.
- Banda Nahúm. Pop Rock/ Alternativo.
- Anástasis. Rock/Metal. Costa Rica
- La Voz del Desierto Rock Cristiano. España.
- Metatrone Progressive/Power Metal. Italia.
- Padre Jony. Rock. España.
- Rosa de Saron. Rock Cristiano Alternativo, Post-Grunge, Hard Rock. Brasil.
- Uniao Power metal. Brasil.
- Poder Eterno Thrash Metal, Power Metal Católico, México
- Palo Santo Rock Alternativo. Colombia.
- Los Santos Banda Rock Alternativo. México.
- Iahweh Hard Rock/Heavy Metal. Brasil
- Oráculo (banda Católica) Power Metal. Brasil.
- Lázaro Rock (banda Católica) Power Trío. Argentina.
- Dzarmy Rock Progresivo. Brasil.
- La Profecia  Rock, Metal Católico, México
- Rising Cross Heavy Metal. Brasil.
- Members of God Power Metal. Italia.
- Tesalónica Rock Católico. México.
- Ceremonya Power Metal/Symphonic Metal. Brasil
- The Thirsthing Rock Alternativo. Canadá
- Xtrema Uncion Metal, Rock, Punk Católico. Venezuela
- Incruento Life Metal, Metal Católico. Venezuela
- Kyrios Emmanuel | Banda de Rock Católico | Pionera en el género | Argentina
- Vida Divina Band Punk Rock. Estados Unidos de América.
- Santorock Gt Rock. Guatemala.
- Darkness Divided Metal progresivo. Estados Unidos de América.
- MISSÃO ZERO 4 Hard Rock. Brasil.
- Católicos Sin Complejos Rock & Blues. Guadalajara, España.
- Animus Missionali Pop Rock/Metal Progresivo. Brasil.
- Grupo Guerreros rock católico. Paraguay.
- Ceremonya metal católico. Brasil.
- Tornavoz Música Católica Rock católico. Alicante, España.
- Contrarrestar Rock metal católico. Argentina.
- Mr. God Rock metal católico. Brasil.
- Enzo and the Glory Ensemble Symphonic metal católico. Italia.
- Malakh Banda de Rock Católico de Puebla, Mexico.